# Tomáš Zmoray
Tomáš Zmoray (* 26. Juli 1989 in Banská Bystrica) ist ein ehemaliger slowakischer Skispringer. „Zmordy“, wie er auch genannt wird, sprang für den ŠK Kartík Banská Bystrica.

## Werdegang
Seine ersten beiden Weltcupstarts schaffte er in Pragelato auf der Olympiaschanze von 2006 am 13. und 14. Dezember 2008, wo er 47. und 56. von jeweils 50 und 61 Startern war. Sein größter Erfolg war der Gewinn des Springens im Continental Cup am 7. Februar 2009 auf der Wielka Krokiew in Zakopane bei einem Continental Cupspringen, wo er bei einer Konkurrenz von 83 Springern vor Borek Sedlák aus Tschechien und Marcin Bachleda aus Polen gewann. Bei den Olympischen Winterspielen 2010 in Vancouver schied Zmoray knapp als 42. der Qualifikation von der Normalschanze aus. Auf der Großschanze qualifizierte er sich für den Wettbewerb und wurde 43.
Im März 2008 wurde Zmoray in Štrbské Pleso erstmals slowakischer Meister. Diesen Titel konnte er zwei Jahre später in seiner Geburtsstadt Banská Bystrica erneut erringen.
In der Saison 2010/11 gewann er die Gesamtwertung des FIS-Cups.
Seine letzte Teilnahme an einem Wettbewerb absolvierte er im März 2014.
Zmoray wohnt in seinem Heimatort Banská Bystrica.

## Erfolge

### Grand-Prix-Platzierungen
| Saison | Platz | Punkte |
| ------ | ----- | ------ |
| 2009   | 75.   | 002    |

### Continental-Cup-Siege im Einzel
| Nr. | Datum           | Ort      | Typ         |
| --- | --------------- | -------- | ----------- |
| 1.  | 7. Februar 2009 | Zakopane | Großschanze |